# 25957 Davidconnell
25957 Davidconnell este o planetă minoră (asteroid), cu un diametru de 3,974 km, din centura de asteroizi. A fost descoperită pe 19 martie 2001 la Stația Anderson Mesa de Lowell Observatory Near-Earth-Object Search. 
Obiectul prezintă o orbită caracterizată de o semiaxă mare de 2,7939256 UAi, o excentricitate de 0,11, o înclinație de 3,97798 ° în raport cu ecliptica.